# Omega-naka Iwa
Omega-naka Iwa är en kulle i Antarktis. Den ligger i Östantarktis. Norge gör anspråk på området. Toppen på Omega-naka Iwa är 26 meter över havet.
Terrängen runt Omega-naka Iwa är kuperad åt sydost. Havet är nära Omega-naka Iwa åt nordväst. Trakten är obefolkad. Det finns inga samhällen i närheten. 